# 戈爾迪安三世
戈爾迪安三世（Marcus Antonius Gordianus Pius，225年1月20日—244年2月11日）是羅馬帝國皇帝（238年至244年），在馬克西米努斯死後，元老院推舉戈爾迪安一世、戈爾迪安二世、普皮恩努斯與巴爾比努斯這四位皇帝皆先後死亡，於是年僅13歲，戈爾迪安二世的外甥繼位，是為戈爾迪安三世。不過他也受到近衛軍的控制。戈爾迪安三世後來在與波斯的作戰中去世。禁衛軍首領阿拉伯人菲利普被擁立為皇帝。